# Jean Craighead George
Pour les articles homonymes, voir George.
Jean Carolyn Craighead George (2 juillet 1919 - 15 mai 2012) est une écrivaine américaine qui a écrit plus d'une centaine de livres pour enfants et jeunes adultes. Elle reçoit la médaille Newbery en 1973 pour son roman Julie des loups et est à nouveau finaliste pour la médaille Newbery avec My Side of the Mountain. Les thèmes communs à ses œuvres sont l'environnement et la nature. Outre la fiction pour enfants, elle a écrit au moins deux guides de cuisine avec des plantes sauvages et une autobiographie publiée 30 ans avant sa mort, Journey Inward.
Pour sa contribution à la littérature enfantine, elle a été nommée aux États-Unis pour le prix international Hans Christian Andersen en 1964. 

## Biographie
Jean Carolyn Craighead est née le 2 juillet 1919 à Washington DC. Elle grandit dans une famille de naturalistes. Sa mère, son père (Frank C. Craighead Sr. (en)), ses frères (Frank et John Craighead (en)), ses tantes et ses oncles étudient la nature. Le week-end, ils campent dans les bois près de Washington, grimpent aux arbres pour étudier les hiboux, ramassent des plantes comestibles et fabriquent des hameçons à partir de brindilles. Son premier animal de compagnie est un Urubu à tête rouge. Jean Craighead centre sa vie sur l'écriture et la nature.
Elle finit ses études en 1940 et obtient des diplômes en anglais et en sciences de l'Université d'État de Pennsylvanie. Dans les années 40, elle est membre de l'Association des correspondants de la Maison-Blanche et journaliste au Washington Post. De 1969 à 1982, elle est écrivaine et éditrice au Reader's Digest. Elle épouse John Lothar George en 1944 et ils divorcent en 1963. Ses premiers romans sont écrits en collaboration avec lui. Elle réalise également les illustrations en noir et blanc, à l'aquarelle ou à l'encre. Un éditeur l'a plus tard encouragé à utiliser d'autres illustrateurs pour ses livres.
Deux des romans pour enfants de Jean George sont My Side of the Mountain, sélectionné pour la médaille Newbery de 1960 et sa suite de 1990, On the Far Side of the Mountain. En 1991, elle est devenue la première lauréate du prix Knickerbocker pour la littérature enfantine de la School Library Media Section de la New York Library Association. Ce prix lui a été remis pour la « qualité supérieure constante » de ses œuvres littéraires.
Son inspiration pour Julie des loups (1972) vient de deux événements spécifiques au cours d'un été qu'elle a passé à étudier les loups et la toundra au laboratoire de recherche arctique de Barrow, en Alaska. Elle a expliqué : « L'une était une petite fille marchant dans la vaste et solitaire toundra à l'extérieur de Barrow, l'autre était un magnifique loup mâle alpha, chef d'une meute dans le parc national de Denali. Ils m'ont hanté pendant un an ou plus, tout comme les paroles de l'un des scientifiques du laboratoire : « S'il y avait un doute dans mon esprit qu'un homme puisse vivre avec les loups, c'est parti maintenant. Les loups sont vraiment des gentilshommes, très sociables et affectueux ». Jean George remporte en 1973 la médaille Newbery de l'American Library Association pour Julie des loups, prix reconnaissant sa « contribution la plus remarquable de l'année à la littérature américaine pour enfants ». Elle remporte également le Deutscher Jugendliteraturpreis en 1975 pour son édition en allemand Julie von den Wölfen, l'une des deux seules doubles victoires de ce type (l'autre étant Scott O'Dell pour L'Île des dauphins bleus, 1960).
Jean Craighead George est mère de trois enfants et grand-mère. Le Pocket Guide to the Outdoors de 2009 de Dutton Children est crédité à « Jean Craighead George ; avec Twig C. George, John C. George et T. Luke George ». Sa fille Twig C. George a déjà écrit quelques livres pour enfants sur les animaux. Au fil des ans, Jean Craighead George a eu cent soixante-treize animaux de compagnie, sans compter les chiens et chats, dans sa maison de Chappaqua, New York. « La plupart de ces animaux sauvages partent à l'automne lorsque le soleil change leur comportement et qu'ils ressentent le besoin de migrer ou de partir seuls. Pendant qu'ils sont avec nous, cependant, ils deviennent des personnages dans mes livres, articles et histoires ».
Elle meurt le 15 mai 2012 à l'âge de 92 ans des complications d'une insuffisance cardiaque, selon Twig George, au Westchester Medical Center de Valhalla .

## Œuvres
Liste non exhaustive :

### SérieAmerican Woodland Tales
- (en) Vulpes the Red Fox, 1948
- (en) Vison the Mink, 1949
- (en) Masked Prowler, The Story of a Raccoon, 1950
- (en) Meph, the Pet Skunk, 1952
- (en) Bubo, the Great Horned Owl, 1954

### SérieMountain
- (en) My Side of the Mountain, 1959
- (en) On the Far Side of the Mountain, 1990
- (en) Frightful's Mountain, 1999
- (en) Frightful's Daughter, 2002
- (en) Frightful's Daughter Meets the Baron Weasel, 2007

### SérieThe Thirteen Moons
- (en) The Moon of the Owls, 1967
- (en) The Moon of the Bears, 1967
- (en) The Moon of the Salamanders, 1967
- (en) The Moon of the Chickarees, 1967
- (en) The Moon of the Monarch Butterflies, 1967
- (en) The Moon of the Fox Pups, 1968
- (en) The Moon of the Wild Pigs, 1968
- (en) The Moon of the Mountain Lions, 1968
- (en) The Moon of the Deer, 1969
- (en) The Moon of the Alligators, 1969
- (en) The Moon of the Gray Wolves, 1969
- (en) The Moon of the Winter Bird, 1969
- (en) The Moon of the Moles, 1969

### SérieJulie
- Julie des loups, Livre de Poche Jeunesse, 2008 ((en) Julie of the Wolves, 1972)  (ISBN 978-2-0132-2708-7)
- (en) Julie, 1994
- (en) Julie's Wolf Pack, 1997

### SérieSeasons of the Moon
- (en) Autumn Moon, 2001
- (en) Winter Moon, 2001
- (en) Spring Moon, 2002
- (en) Summer Moon, 2002

### Autres
- (en) Journey Inward, 1982, autobiographie